# Roberto Fico
Roberto Fico (Napoli, 10 ottobre 1974) è un politico italiano, dal 2018 al 2022 presidente della Camera dei deputati nella XVIII legislatura.

## Biografia
Nato a Napoli nel 1974, frequenta il Liceo classico Umberto I del capoluogo campano e si laurea nel 2001 in Scienze della comunicazione all'Università degli Studi di Trieste con indirizzo alle comunicazioni di massa, discutendo la tesi Identità sociale e linguistica della musica neomelodica napoletana.
Ha studiato per un anno presso l'Università di Helsinki in Finlandia, grazie a una borsa di studio del Progetto Erasmus.
Prima della sua ascesa politica ha lavorato prevalentemente nel settore della comunicazione, uffici stampa compresi, ma anche come responsabile del personale di una società di ristorazione interna a un albergo, dirigente per un operatore turistico internazionale, importatore di tessuti (dal Marocco) e come impiegato (per circa un anno) in un call-center.

## Carriera politica

### Primi passi
Il 18 luglio 2005 fonda a Napoli uno dei 40 meetup "Amici di Beppe Grillo", sulla scia dei quali nascerà il Movimento 5 Stelle. 
Nel 2010 si candida a Presidente della Regione Campania e alle elezioni ottiene l'1,35% dei voti. Nel 2011 si candida a sindaco di Napoli e ottiene l'1,38% non superando il primo turno.

### Elezione a deputato (2012-2017)
Nel dicembre 2012 è primo alle Parlamentarie del M5S nella Circoscrizione Campania 1 e, grazie alle 228 preferenze ottenute sulla rete, viene candidato come capolista del M5S nella circoscrizione, ed è eletto nella XVII legislatura della Repubblica Italiana alla Camera dei deputati alle elezioni politiche del 2013. 

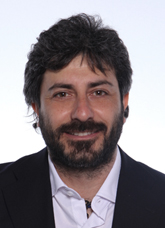
Fico nel 2013

Viene candidato dal suo gruppo parlamentare alla presidenza della Camera dei deputati senza però essere eletto.
Il 6 giugno 2013 viene eletto presidente della Commissione di vigilanza Rai e rinuncia all'indennità di funzione a cui avrebbe diritto come Presidente di tale commissione (26.712 euro l'anno) e all'auto blu.

Come presidente della Commissione di vigilanza Rai introduce la trasmissione in diretta streaming sulla web tv della Camera dei deputati di tutte le audizioni, la pubblicazione sul sito del Parlamento dei quesiti indirizzati dai commissari alla Rai e le relative risposte, la determinazione del termine massimo di 15 giorni per le risposte ai quesiti da parte dell'azienda radiotelevisiva pubblica. Tra gli atti approvati in Commissione, si annovera la risoluzione volta a risolvere ed evitare i possibili conflitti di interesse da parte degli agenti di spettacolo.
Da deputato presenta come primo firmatario una proposta di legge sulla governance della Rai, di cui uno dei punti – il Piano per la trasparenza aziendale – confluisce nella riforma della Rai approvata nel 2015 dal Parlamento. A seguito dell'attuazione di questo Piano, l'azienda ha reso pubbliche le retribuzioni degli alti dirigenti, delle direzioni editoriali e delle testate giornalistiche.
Il sito Opentg.it è stato voluto da Fico per rendere più facilmente accessibili i dati sul monitoraggio televisivo inerente al pluralismo politico, raccolti mensilmente dall'Autorità per le garanzie nelle comunicazioni.
Dal 3 aprile al 4 luglio 2017 è vicepresidente vicario e portavoce del gruppo parlamentare, poi sostituito da Simone Valente.

### Elezioni politiche del 2018 e Presidenza della Camera

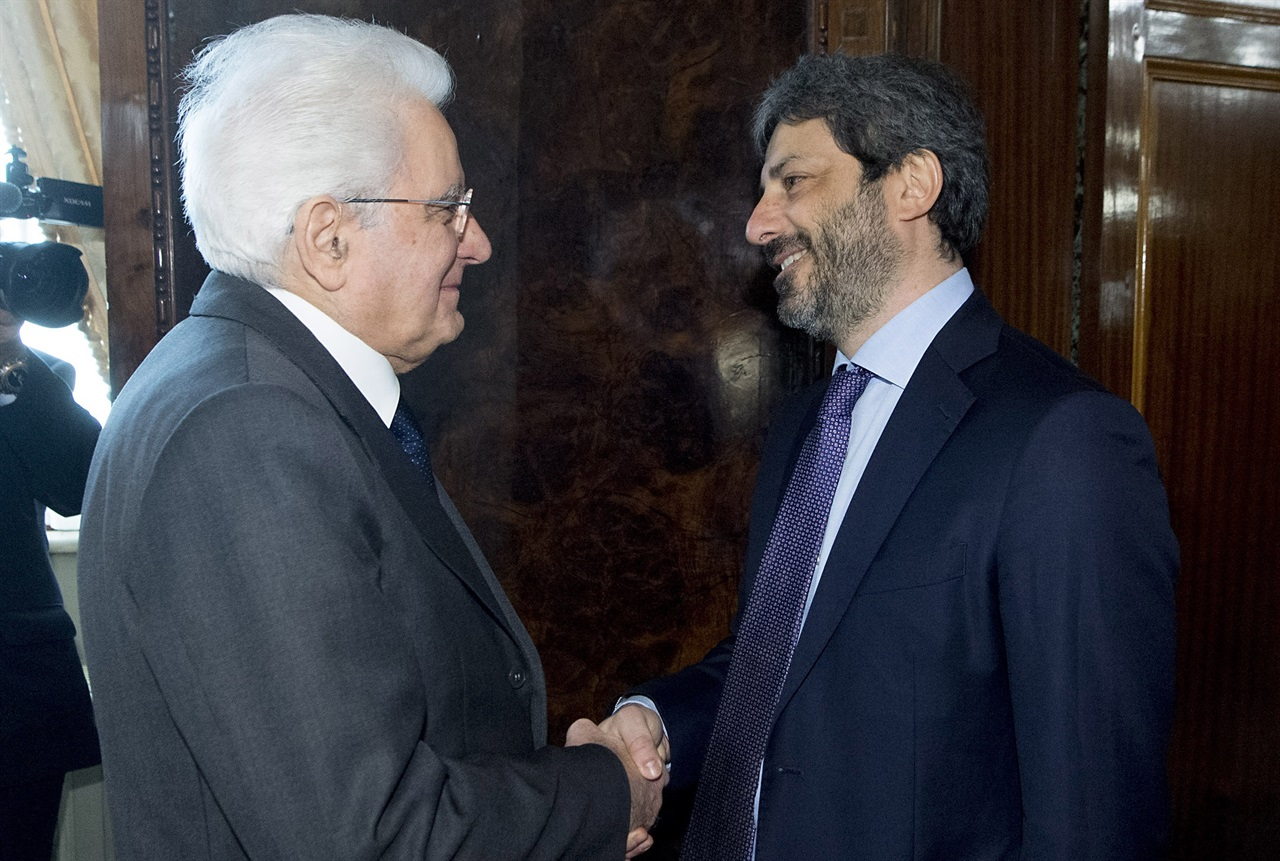
Fico con il presidente della Repubblica Sergio Mattarella

Alle politiche del 2018 è il candidato M5S nel collegio uninominale di Napoli-Fuorigrotta: ottiene 61 819 voti (57,6%), venendo così eletto per la seconda volta alla Camera. Grazie ai voti del Movimento 5 Stelle, e della coalizione di centro-destra, il 24 marzo 2018 viene eletto alla quarta votazione presidente della Camera dei deputati nella XVIII legislatura.

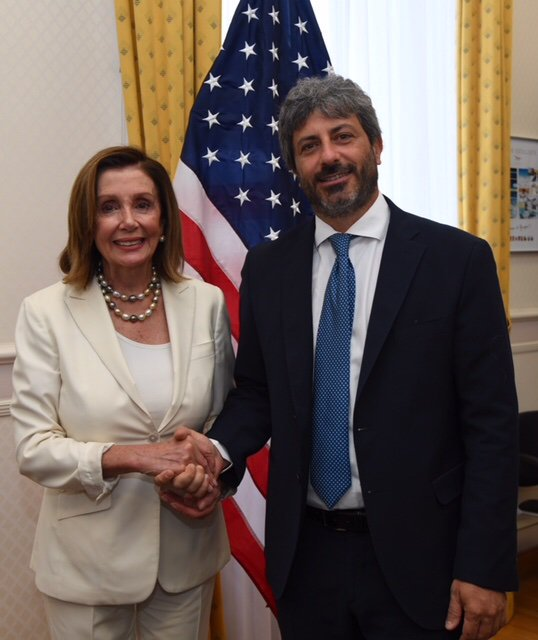
Fico con Nancy Pelosi

Il 23 aprile 2018 riceve dal presidente della Repubblica Sergio Mattarella un mandato esplorativo per verificare la possibilità di una maggioranza parlamentare tra il Partito Democratico e il Movimento 5 Stelle per costituire il governo. Il mandato esplorativo termina il 26 aprile con esito a suo giudizio positivo su un possibile accordo tra il Partito Democratico e il suo partito, possibilità che sarà bocciata pochi giorni dopo, in seguito alle dichiarazioni di Matteo Renzi.
Il 29 gennaio 2021 viene nuovamente investito del mandato esplorativo per verificare la possibilità di una maggioranza parlamentare che comprenda le stesse forze politiche che sostenevano il governo Conte II. Il 2 febbraio, terminate le consultazioni,  comunica al Presidente della Repubblica, Sergio Mattarella, la «mancanza unanime di disponibilità per dar vita a una nuova maggioranza con le stesse forze politiche che sostenevano il Conte bis».
Dal 24 al 28 gennaio 2022 Roberto Fico ha presieduto il Parlamento in seduta comune allargato ai delegati regionali, riunitosi per eleggere il Presidente della Repubblica.
Il 27 aprile dello stesso anno viene eletto Presidente del Comitato di Garanzia del Movimento 5 Stelle.
Avendo raggiunto il limite dei due mandati, non si ricandida alle elezioni politiche anticipate del 2022

## Posizioni politiche

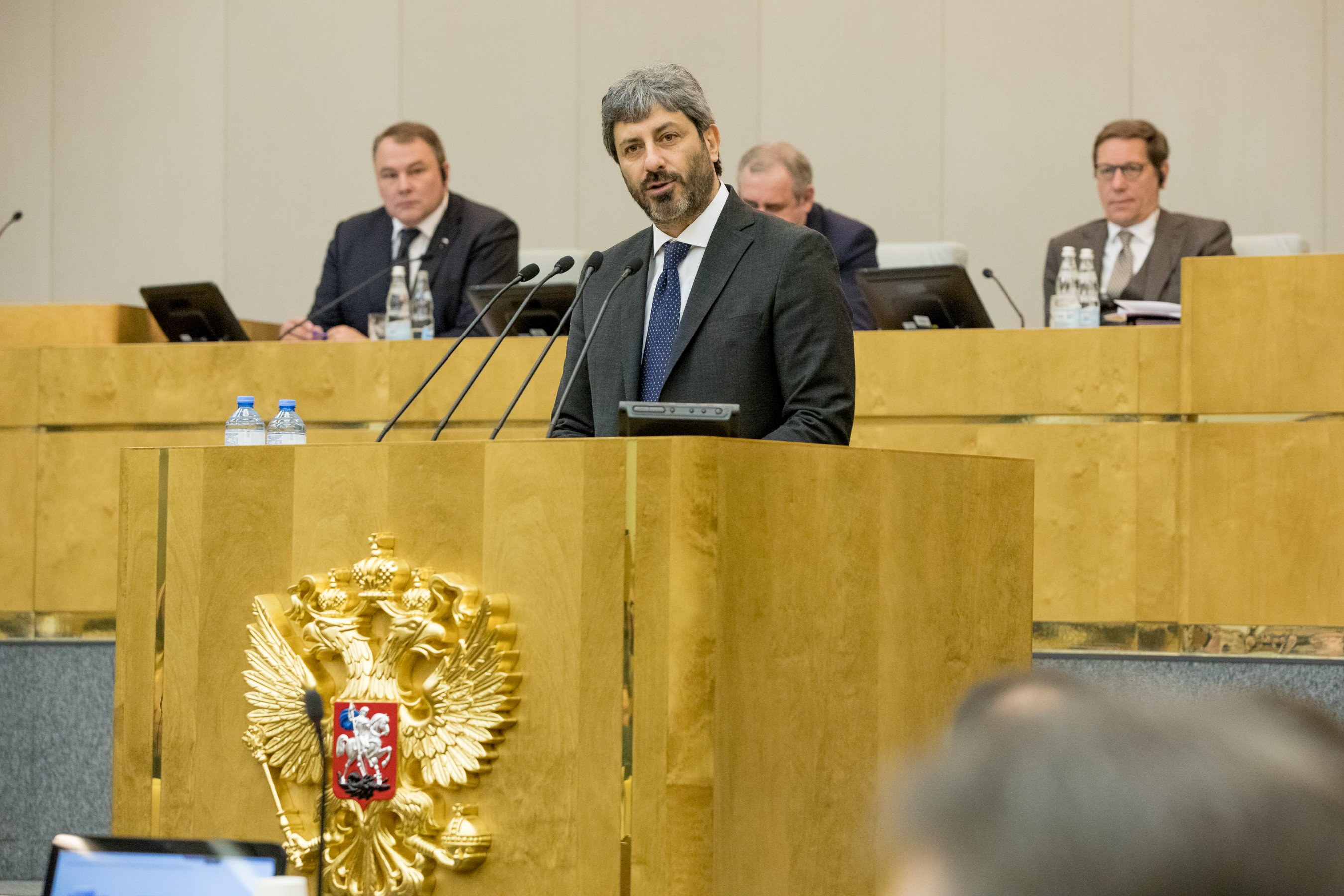
Fico alla Duma di Stato russa

Roberto Fico è considerato un esponente dell'ala di sinistra del Movimento 5 Stelle. Si è dichiarato favorevole all'estensione del diritto al matrimonio e all'adozione da parte di coppie dello stesso sesso, all'eutanasia per i malati terminali, allo ius soli e al Global Compact. Si oppone inoltre alla privatizzazione dell'acqua pubblica e si è dichiarato contrario al cosiddetto "decreto sicurezza" proposto dalla Lega.
Durante la pandemia di COVID-19 si è detto contrario alla chiusura di Montecitorio e alla remotizzazione del voto dei deputati, in quanto non compatibile con la Costituzione e in particolare con i principi di segretezza e personalità del suffragio parlamentare.

## Controversie
Nel proprio profilo sul sito personale, nel descrivere il percorso formativo, ha sostenuto di aver conseguito un master in Knowledge management (lett. "gestione del sapere”) organizzato dai Politecnici di Milano, Napoli e Palermo. Questa affermazione è stata sottoposta a verifica, anche per l'inesistenza degli atenei citati (non esiste alcun Politecnico a Palermo o a Napoli). Il Politecnico di Milano, su richiesta di alcune testate giornalistiche, ha smentito di aver mai organizzato un master su quell'argomento. È stato ipotizzato che Fico facesse riferimento a un progetto promosso e bandito dal Ministero del lavoro, destinato a 150 giovani disoccupati laureati in discipline umanistiche, organizzato da Poliedra (dello stesso PoliMi) in collaborazione con l'Università degli Studi di Napoli Federico II e l'Università degli Studi di Palermo (e da una società privata di formazione, Academy 365, di Mondadori Informatica e BisMedia), tra i cui percorsi formativi ve n'era anche uno incentrato sul "Knowledge management".
Nell'aprile del 2018 la trasmissione televisiva Le Iene diffuse un servizio dove si affermava che Fico e la sua compagna pagassero "in nero" dei collaboratori domestici. L'allora presidente della Camera negò la cosa e citò in giudizio la trasmissione per diffamazione. Nell'ottobre del 2019 il giudice diede torto a Fico negando la diffamazione.